# Terminal O'Higgins
La Terminal O'Higgins es la principal terminal de buses de la ciudad de Rancagua, en Chile. Se encuentra en la intersección de la Av. Libertador Bernardo O'Higgins, más conocida como la calle Alameda, y la Carretera Panamericana.

## Historia
El 10 de agosto del año 2004, se inicia la construcción del Terminal O'Higgins por parte de Ruta 86 S.A, propiedad de Hugo Silva. El proyecto vino a solucionar un gran problema en Rancagua, ya que los 500 buses que pasaban por esta ciudad no tenían un lugar específico para tomar y dejar pasajeros, lo que causaba un gran peligro para las personas, ya que los buses se detenían en cualquier lugar a orillas de la carretera. El 1 de diciembre de 2004, fue inaugurado y entra en funcionamiento hasta la actualidad.

## Diseño
Ocupa un terreno de 10 000 metros cuadrados con 1300 metros cuadrados construidos. Tiene una capacidad de 22 andenes de buses, 70 locales comerciales de arriendo, en los cuales operan boleterías, kioscos, panaderías, confiterías y farmacias. Posee estacionamiento, baños, cajeros automáticos y un servicio de radio taxis.[cita requerida]

## Líneas de buses y destinos
Los principales destinos de los buses que salen del Terminal O'Higgins son Santiago y ciudades que se encuentran al sur de Rancagua. Actualmente operan en el recinto las siguientes líneas de buses:
| Empresas           | Destinos |
| ------------------ | --- |
| Andesmar Chile     | Temuco, Osorno, Puerto Montt, Bariloche |
| Andimar            | Santiago, San Fernando, Santa Cruz, Curicó |
| Bus Norte          | Santiago, Temuco, Valdivia, Osorno, Puerto Montt |
| Cóndor Bus         | Santiago, Rengo, Chillán, Temuco, Osorno, Puerto Montt |
| Cruzmar            | Concepción, Tirúa, Lebu, Curanilahue |
| Cruz del Sur       | Temuco, Osorno, Puerto Varas, Puerto Montt, Castro |
| Jet Sur            | Santiago, San Fernando, Santa Cruz, Bucalemu, Los Ángeles, Temuco, Lonquimay, Nueva Imperial, Loncoche, Villarrica, Pucón, Panguipulli, Curarrehue, Valdivia, Futrono, Osorno |
| Buses Lolol        | Santiago, San Fernando, Santa Cruz, Lolol |
| Expreso Santa Cruz | Santiago, San Fernando, Santa Cruz |
| El Huique          | Santiago, San Fernando, Santa Cruz |
| Pullman Florida    | Santiago |
| Transantin         | Santiago, San Fernando, Pichilemu |
| Pullman Luna       | Temuco, Nueva Imperial, Carahue |
| Expreso del Sur    | Temuco, Nueva Imperial, Carahue |
| Pullman Tur        | Concepción, Talcahuano |
| Pullman del Sur    | Santiago, Curicó, Molina, Talca, San Javier, Constitución, Linares, Parral |
| Tur Bus*           | Santiago, Curicó, Talca, Chillán, Concepción, Los Ángeles, Temuco, Pucón, Valdivia, Osorno, Puerto Montt                                                                      |
| Vía Tur            | Los Ángeles, Temuco, Puerto Montt |
| Eme Bus            | Los Ángeles, Chillán, Concepción, Tomé, Viña del Mar, Santiago |
| Nilahue            | Santiago, San Fernando, Santa Cruz, Pichilemu, Chillán, Concepción |
| Ruta H             | Santiago, San Vicente, Peumo, Pichidegua |
| Tacoha             | Santiago, San Vicente, Peumo, Las Cabras |
| Buses Peñablanca   | Santiago, San Fernando, Santa Cruz, Peralillo, Población, Marchigüe |

(*) Destino a su terminal ubicado en O'Carrol 1175, Rancagua

### Líneas descontinuadas
Las siguientes empresas ya no operan en el terminal:
- Línea Azul: Chillán, Concepción.
- Ruta Del Sur: Santiago, Rengo.
- Queilen Bus: Puerto Montt, Castro.